# Barczatka wilczomleczówka
Barczatka wilczomleczówka lub barczatka castrensis Malacosoma castrense lub Malacosoma castrensis – motyl z rodziny barczatkowatych. W Polsce dość powszechny.

## Wygląd
Ciało owłosione, masywne o ubarwieniu siarkawo-żółtym u samca i brunatnym u samicy, z mało widocznym deseniem na tułowiu u obu płci. Rozpiętość skrzydeł od 28 do 36 mm. Zarys skrzydeł przednich trójkątny, tylnych – owalny. Zewnętrzny brzeg obu par skrzydeł nieznacznie postrzępiony. Skrzydło przednie samca siarkawo-żółte z ciemną przepaską, skrzydło przednie samicy brunatne z żółto obwiedzioną przepaską. Wewnętrzny brzeg przepaski załamany w przybliżeniu pod kątem prostym. Tylne skrzydło brunatne ze słabo zaznaczoną, jasną przepaską. Zauważalny dymorfizm płciowy, samce mają czułki grzebykowate odchylone na zewnątrz, samice nitkowate rozchylone, z końcówkami ułożonymi równolegle do tułowia. Samce ponadto charakteryzują się dużymi wyrostkami na czułkach. Odwłok samicy lekko wydłużony zakończony prosto, odwłok samca grubszy zakończony parabolicznie. Osobniki dorosłe mają zredukowaną ssawkę i nie pobierają pokarmu, żyją krótko. Gąsienice o bogatym kolorowym ubarwieniu, owłosione długimi i stojącymi włoskami, żywią się roślinami.
Okres lotu
Motyl pojawia się latem, pod koniec czerwca i lata do końca sierpnia, głównie na nasłonecznionych łąkach.
Rozród
Wydaje jedno pokolenie rocznie. Samica składa jaja pod koniec lata na gałązkach lub łodygach roślin w złożach liczących kilkadziesiąt sztuk ułożonych pierścieniowo. Jaja zimują. Na przełomie kwietnia i maja wylęgają się gąsienice. Larwy rozwijają się od kwietnia do połowy lipca. Gąsienice początkowo żerują gromadnie, w starszych stadiach rozpraszają się i żerują pojedynczo, następnie udają się na przepoczwarczenie, które następuje w kokonie w ściółce na ziemi poczwarka przeobraża się w imago w okresie lata.
Biotop
Gatunek preferujący łąki na suchych i nasłonecznionych stokach, kserotermiczne murawy, wrzosowiska.

## Zasięg występowania
Gatunek rozmieszczony w całej Europie. W Polsce występuje na zachodnim i południowo-wschodnim obszarze kraju.

## Rośliny żywicielskie
podstawowe
Gąsienice żerują na: wilczomleczu sosnka, bylicy polnej, bylicy pospolitej.
dodatkowe
wiązówka, malina właściwa.

## Ochrona
Gatunek niepodlegający ochronie w Polsce.

## Zagrożenia
Zagrożenie dla tego gatunku stanowią: chemiczne zwalczanie szkodników oraz wypalanie traw na nieużytkach.